# Ceddo
Ceddo är en senegalesisk film från 1977 i regi av Sembène Ousmane.
I likhet med många andra av Sembènes filmer blev Ceddo förbjuden i Senegal. Den officiella anledningen var att regeringens lingvister bestämt att ceddo skulle stavas med endast ett d. Den verkliga anledningen anses dock av många vara att den kristne presidenten Léopold Senghor var starkt beroende av stöd från olika islamiska brödraskap och därför förbjöds filmen med hänsyn till dessa.

## Handling
Filmen utspelar sig i Senegal efter att en europeisk närvaro etablerats men innan kolonisationen. Gruppen ceddo (ofrälse eller utomstående) försöker bevara sin traditionella kultur som hotas av islam, katolicism och slavhandel.
När kungen konverterar till islam kidnappas hans dotter av ceddo-rebeller, två män ger sig av för att frita henne, de båda dödas och förs tillbaka till byn. Åldermännen bland ceddo bestämmer sig för att revoltera men muslimerna får reda på deras planer. Beväpnade med vapen de fått från slavhandel med den franske handlaren bränner de kyrkan och dödar prästen samt bränner ned hovet och dödar kungen. Ceddo flyr eller accepterar att konvertera och imamen utropar sig till kung. Han skickar ut krigare för att befria prinsessan och föra henne till hovet. De dödar kidnapparen och tar med henne tillbaka till byn, när hon förs inför hovet tar hon ett gevär från en krigare och skjuter imamen.

## Medverkande
| Tabata Ndiaye   | – Princesse Dior          |
| Moustapha Yade  | – Madir Fatim Fall        |
| Ismaila Diagne  | – Le ravisseur            |
| Matoura Dia     | – Le roi                  |
| Omar Gueye      | – Jaraaf                  |
| Mamadou Dioumé  | – Prince Biram            |
| Nar Modou       | – Saxewar                 |
| Ousmane Camara  | – Diogomay                |
| Ousmane Sembene | – un Ceddo nommé Ibrahima |